# Карасу (Дагестан)
Карасу (ног. Кара-Сув) — село в Ногайском районе Республики Дагестан. Административный центр Карасувского сельсовета.
На 2024 год в селе числится 12 улиц, работает средняя школа, детский сад «Шатлык».

## География
Расположено на юго-западе республики, в 9 км к югу от районного центра села Терекли-Мектеб, высота центра селения над уровнем моря — 29 м.

## Население
| 1926 | 1970 | 1989 | 2002 | 2010 | 2021 |
| ---- | ---- | ---- | ---- | ---- | ---- |
| 165  | ↗268 | ↗473 | ↗710 | ↗761 | ↘605 |